# Elecciones estatales de Zacatecas de 1974
Las elecciones estatales de Zacatecas de 1974 se llevó a cabo el domingo 7 de julio de 1974 y en ellas se renovarán los siguientes cargos de elección popular en el estado mexicano de Zacatecas:
- Gobernador de Zacatecas. Titular del Poder Ejecutivo y del Estado, electo para un período de seis años no reelegibles en ningún caso. El candidato electo fue Fernando Pámanes Escobedo.
- 34 Diputados al Congreso. 17 electos por una mayoría relativa de cada un de los Distritos Electorales y 17 mediante de listas de Representación Proporcional.

## Resultados Electorales

### Gobernadores
- Fernando Pámanes Escobedo  Hecho